# Геозоны

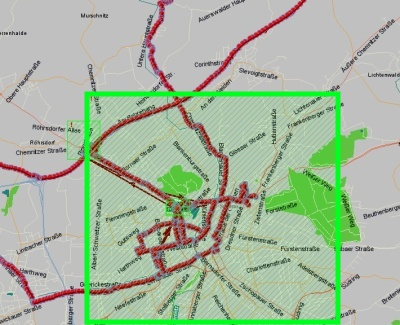
Геозоны

Геозона (англ. geofence) — виртуальный произвольно ограниченный участок на географической карте. Геозоны используются в системах спутникового мониторинга для задания виртуального периметра, при пересечении границ которого происходит оповещение пользователя или выполняются различные команды.
Уведомление может срабатывать при выходе или проникновении в геозону и содержит время и место действия. Так же часто используются в сервисах отслеживания местоположения детей или престарелых людей. В этом случае границами периметра может быть дом, квартал или город и родственники немедленно получат уведомление о выходе объекта мониторинга из заданных границ.
1. ↑  Инструкция по работе с геозонами в одной из программ для спутникового мониторинга транспорта. Дата обращения: 4 марта 2013. Архивировано из оригинала 12 марта 2013 года.